# OCR-A

Spezielle OCR-A Steuerzeichen „hook“, „fork“ und „chair“

Ein Beispiel in OCR-A

OCR-A wurde 1968 nach den Vorgaben der US-amerikanischen Regierung als die erste optisch maschinenlesbare Schriftart entwickelt. Sie ist in ANSI INCITS 17-1981 spezifiziert sowie DIN 66008 „Schrift A für die maschinelle optische Zeichenerkennung“. OCR ist die Abkürzung für engl. optical character recognition = „optische Zeichenerkennung“.
OCR-A wird vor allem für Formulare und andere Dokumente, die maschinell erfasst werden sollen, verwendet. In jüngster Zeit wurde die Schrift von Designern wiederentdeckt, die ihren Dokumenten eine kühle, unpersönliche und maschinell wirkende Ausstrahlung verleihen wollten. So findet man die Maschinenschrift in vielen Szeneblättern, in Musikzeitschriften, auf Buchcovern und in Multimedia- und Videoproduktionen.
Adrian Frutiger entwickelte einige Zeit später die weniger abstrakte OCR-B, die 1973 zum ISO-Standard erhoben wurde.

## Codierung
OCR-Schriften dienen primär zur Eingabe normaler Schriftzeichen in Computersysteme; die gelesenen Zeichen werden also genau so wie eingetippte Zeichen codiert.
OCR-A enthält einige zusätzliche Zeichen zur Gliederung der Eingabeformulare und zur Steuerung der Zeichenerkennung, wie in nebenstehender Abbildung die drei OCR-A Symbole „hook“, „fork“ und „chair“. Diese Symbole dienen dazu, über den Scanner spezielle Signalisierungen auszulösen, um beispielsweise ein Ende der aktuellen Zeile zu signalisieren. Für diese definiert Unicode eigene Codepositionen im Unicodeblock Optische Zeichenerkennung.

## Implementierungen
Als der klassische Schriftsatz immer mehr durch Satz mit dem Computer abgelöst wurde, entwickelte Tor Lillqvist mittels MetaFont eine digitale Definition der Schrift.
Diese Definition wurde von Richard B. Wales verbessert und ist beim CTAN erhältlich.
Um diese kostenlose Version der Schrift für die Benutzer von Microsoft Windows zugänglich zu machen, erstellte John Sauter daraus mittels der Programme potrace und FontForge im Jahr 2004 TrueType-Dateien.
Im Jahr 2008 korrigierte Luc Devroye die vertikale Positionierung und die Bezeichnung des kleinen z.
Matthew Skala, dem John Sauters Arbeit unbekannt war, erstellte im Jahr 2006 mittels mftrace eine weitere TrueType-Version der Schrift.